# ونوکس لاس سبلنس
ونوکس لاس سبلنس (به فرانسوی: Veneux-les-Sablons) یک کمون در فرانسه است که در Canton of Moret-sur-Loing واقع شده‌است.

## خصوصیات
ونوکس لاس سبلنس ۴٫۰۳ کیلومترمربع مساحت و ۴٬۸۶۴ نفر جمعیت دارد.

## خواهرخوانده
شهرهای چوپا و Louny خواهرخوانده‌های ونوکس لاس سبلنس هستند.